# POLCAT
«По́лкэт» (англ. POLCAT [ˈpoʊlkæt], бэкр. от Post Launch Correction, Anti-Tank, «коррекция [курса полёта] после запуска, противотанковый [снаряд]»; созвуч. polecat, «хорёк») — противотанковый управляемый реактивный снаряд для стрельбы из стандартного безоткатного орудия с подсветкой цели оператором и полуактивной инфракрасной головкой самонаведения (ИК ГСН), разработанный в военных лабораториях компании «Булова» в двух базовых вариантах: 1) стандартный пехотный для стрельбы со ствола 106-мм безоткатного орудия; 2) тяжёлый танковый для стрельбы со ствола 152-мм танковой пушки перспективных авиадесантных танков «Шеридан». Во втором варианте конкурировал с ПТУРС «Шиллейла» и аналогичными образцами управляемого танкового вооружения. Эффективная дальность стрельбы обоих вариантов ПТУРС превышала все имеющиеся неуправляемые кумулятивные противотанковые боеприпасы. Проект удовлетворял всем предъявленным тактико-техническим требованиям, но был закрыт из-за прекращения финансирования, на вооружение не принимался.

## Предыстория
Разработка переносных безоткатных орудий (типа базуки) в США велась довольно интенсивно ещё в период Второй мировой войны. И хотя разработанные образцы вооружения предназначались в первую очередь для поражения огневых точек, легкобронированной и небронированной техники противника, они вполне оправдали себя как противотанковое средство. Но в послевоенное время, с началом Холодной войны, по мере усиления брони советских танков, переносные безоткатные орудия перестали рассматриваться как эффективное противотанковое средство и перешли в категорию вспомогательного оружия с перспективой дальнейшего устаревания и снятия с вооружения. Американские конструктора отчасти решили проблему сохранения боевой эффективности путём повышения дальности и точности стрельбы, увеличения массы и детонационных качеств заряда взрывчатого вещества, придания ему наиболее оптимальной формы при одновременном снижении общей массы оружия. Однако дальнейшее развитие упёрлось в предел эффективной дальности при стрельбе прямой наводкой. Стрельба по навесной траектории с визуальной поправкой при имеющихся средствах определения дальности до цели снижала вероятность попадания, в то время как огневые возможности танковых пушек советских танков были несопоставимо более высокими на аналогичных расстояниях. Увеличение скорости полёта снаряда или гранаты не давало требуемого результата в плане существенного повышения вероятности попадания. В то же время требовалось оснастить пехотные подразделения во взводном звене таким противотанковым средством, которое бы обнуляло превосходство противника в бронезащите и огневой мощи (что и было достигнуто в дальнейшем). Командование Фрэнкфордского арсенала обратилось к менеджменту компании «Булова», чтобы те проработали варианты возможного оснащения снарядов безоткатных орудий системами наведения идентичными применяемым на управляемых ракетах. Техническим заделом, из которого затем отпочковался весь ряд оптико-электронных систем наведения «Буловы», в том числе использующих инфракрасное излучение, стал «Фототаймер» (Phototimer) — фотофиниш, разработанный в секретных лабораториях компании ещё в 1948 году как побочный продукт исследований в области оптики, электроники и фотографии, аналогичный по принципу работы инфракрасным головкам самонаведения управляемых ракет, только более совершенный в плане частоты смены кадров (один кадр каждые 10 миллисекунд или 100 кадров в секунду). Работы по системам наведения управляемых ракет интенсифицировались в лабораториях компании в 1953—1955 годах (по инициативе и под руководством генерала Омара Брэдли, занимавшего пост председателя совета директоров компании), так, за 1953—1954 гг. штат специалистов, задействованных в сегменте оборонных исследований вырос в пять раз. Опытная линия производства инфракрасных устройств (с прицелом на организацию серийного производства указанной категории изделий для военных нужд) заработала в 1955 году. За разработку инфракрасных устройств в структуре компании отвечала группа прикладных исследований (Applied Research Group). Все военные проекты велись исследовательскими лабораториями компании (Bulova Research and Developrient Laboratories), где основной объём работы по «Полкэту» выполнял сектор аэродинамических исследований (Aerodynamics Engineering). Начальником сектора аэродинамических исследований был Стюарт Фентон, который и являлся фактическим разработчиком системы наведения. Ведущим инженером группы прикладных исследований в структуре департамента передовых систем (Advanced Systems Department, позже — департамента прикладной науки) был Арт Столяр, отвечавший за аспекты, связанные с приёмником ИК-излучения. Параллельно с «Полкэтом» разрабатывались усовершенствованные головки самонаведения для ракет «Сайдуайндер», что упрощало работу разработчиков, поскольку позволяло вести работу опираясь на имеющиеся наработки, а не начинать с нуля.

## История
Идею разработки управляемого реактивного снаряда для поражения тяжёлой бронетехники противника с запуском из стандартного ручного или станкового безоткатного орудия предложил сотрудник Лаборатории Питмана-Данна при Фрэнкфордском арсенале Сидни Росс, которому и было поручено руководство ходом работ. Техническая задача предполагала совершенствование арсенала имеющихся безоткатных орудий путём увеличения вероятности попадания по целям на расстоянии эффективной дальности стрельбы. И хотя круг вопросов, поставленных перед разработчиками исходно был достаточно узок (совершенствование имеющихся переносных противотанковых средств пехоты посредством применения нового типа боеприпасов), принципы разрабатываемой системы наведения были потенциально применимы ко множеству разнообразных типов управляемого вооружения. Аванпроект был утверждён к дальнейшей проработке командованием ракетных войск Армии США 29 марта 1956 года. 30 марта с компанией «Булова» был заключён контракт на проведение научно-исследовательской работы по заданной тематике. Вначале работы учёные пришли к выводу, что существующие системы наведения ракет мало применимы к пехотным боеприпасам ввиду ограничений, создаваемых пуском из канала ствола и крайне малой продолжительности полёта для корректирования отклонения от курса. Попытки модификации уже существующих управляемых ракет (преимущественно авиационных) под потребности пехоты, не говоря об их цене упирались в чрезмерную техническую сложность таких комплексов для эксплуатации, низкую транспортабельность и высокие требования к обслуживающим их солдатам. Кроме того, в отличие от «капризного» ракетного вооружения, разрабатываемый образец должен был сохранить все качества присущие пехотному вооружению, то есть, оставаться простым, неприхотливым, надёжным, обеспечивая высокую живучесть, мобильность и скрытность манёвра. Разрабатываемое оружие имело потенциал к применению в ходе локальных конфликтов или даже крупного конфликта с применением атомного оружия. Под мобильностью в данном контексте понималась не скорость перемещения (для этого достаточно было просто добавить в конструкцию колёсное шасси), а транспортабельность как отсутствие необходимости в транспортных средствах и компактность для транспортировки, приспособленность к десантированию парашютным способом, минимум военнослужащих для обслуживания и малое время на приведение в готовность бою. Чтобы оружие соответствовало практическим потребностям армии был проведён опрос большого количества армейских инженерно-технических работников и военнослужащих, занятых в сфере разработки и испытания вооружений, и имеющих практический опыт.
Для выбора направления дальнейшей работы рассматривалось несколько вариантов систем наведения и самонаведения снарядов, выбор пал на систему наведения сочетающую ИК ГСН с подсветкой цели, поскольку такой вариант представлялся разработчикам очевидным. Для его проработки был проведён ряд фундаментальных исследований, а также двух- и трёхмерное моделирование, после чего на базе имеющихся неуправляемых боеприпасов (а именно T184) был сконструирован искомый ПТУРС и начались огневые испытания, весьма успешные по своим результатам и показавшие высокую эффективность такого типа оружия. Для подсветки целей был разработан специальный инфракрасный иллюминатор, луч которого обеспечивал эффективное подсвечивание целей на заданных расстояниях. Работа над снарядом включала в себя использование наиболее лёгких материалов для снижения массы снаряда. Наконец, летом 1960 года Управление вооружения Армии США заключило с компанией «Булова» контракт на проведение доводочных работ по усовершенствованию системы наведения (официально выполняемая работа именовалась «оптимизация комплекса «Полкэт»). В декабре того же года при финансовой поддержке Фрэнкфордского арсенала стартовала программа по усовершенствованию системы наведения «Полкэта» и оптимизации его для стрельбы из других ствольных вооружений (танков) с последующими полевыми стрельбовыми испытаниями предсерийных образцов снарядов. Испытания продлились с декабря 1960 по октябрь 1962 года. В ходе испытаний система наведения продемонстрировала отличные результаты. В этот период времени «Полкэт» претендовал на роль тяжёлого штурмового оружия пехоты большой дальности (Infantry Heavy Assault Weapon-Long Range). Полученные наработки были затем использованы в рамках проекта ПТУРС «Лэш», реализующего аналогичный принцип наведения.
С апреля 1958 года началась проработка варианта ПТУРС под стрельбу из танковой пушки ряда перспективных танков, в том числе основные боевые танки M60 и MBT-70, а также авиадесантный танк M551, где конкуренцию опытному прототипу компании «Булова» составили управляемые снаряды от «Сперри-Рэнд» и «Аэроньютроник» (подразделение «Форд»). В 1961 году компания получила контракт от Департамента армии США на создание системы управления огнём для перспективного основного боевого танка. Победу в итоге одержала последняя со своим проектом ПТУРС «Шиллейла», поскольку в связи с приходом администрации Кеннеди, ставленник последнего Роберт Макнамара, назначенный на пост Министра обороны США благоприятствовал всем начинаниям «Форд» в сфере вооружения и военной техники (в немалой степени из-за личного знакомства с руководством компании, в которой он работал генеральным директором до назначения на министерский пост).

## Задействованные структуры
В проведении НИОКР по проекту «Полкэт» участвовали:
Казённые учреждения
- Ракетный двигатель — Фрэнкфордский арсенал, Лаборатория Питмана-Данна, Филадельфия, Пенсильвания;
- Снаряд — Редстоунский арсенал, Лаборатория баллистических исследований, Хантсвилл, Алабама;

Частные учреждения
- Система наведения и станция подсветки — Bulova Research and Developrient Laboratories, Inc., Джэксон-Хайтс, Нью-Йорк (по контракту с Фрэнкфордским арсеналом и Лабораторией баллистических исследований);
- Моделирование тактических ситуаций применения при различных условиях боевой обстановки — Arthur D. Little, Inc., Кембридж, Массачусетс (по контракту с Фрэнкфордским арсеналом);
- Анализ опыта применения — Technical Analysis Group, Inc., Нью-Йорк (по контракту с Фрэнкфордским арсеналом);

## Тактико-технические требования
Командованием ракетных войск были сформулированы следующие тактико-технические требования к разрабатываемому образцу вооружения:
- Вероятность попадания с первого выстрела не ниже 0,8 (=80%) на предельном расстоянии эффективной дальности стрельбы;
- Эффективная дальность стрельбы не ниже двух тысяч ярдов (1830 метров);
- Пробивающая способность обеспечивающая поражение любого существующего типа и толщины брони тяжёлой бронетехники;
- Боевая масса оружия (за вычетом амуниции) не должна превышать шестьсот фунтов (270 кг), желательно переносимая вручную стрелком в одиночку или расчётом на короткие расстояния;
- Возможность установки на лёгкие машины повышенной проходимости типа стандартного армейского джипа;
- Потенциал для создания УРВП на базе имеющихся наработок и интеграции в системы управления бортовым вооружением ударных вертолётов;
- Высокая мобильность, транспортабельность и десантируемость;
- Малые времязатраты на приведение в готовность к бою;
- Возможность выделения в состав дежурных противотанковых средств;
- Отсутствие необходимости эксплуатационных осмотров и специального технического обслуживания в полевых условиях;
- Расчёт числом не более трёх военнослужащих;
- Полная взаимозаменяемость операторов;
- Отсутствие необходимости прохождения операторами курса специальной подготовки с присвоением квалификации «техник» или «специалист» и повышением в звании.

Программа работ предусматривала кардинальное изменение формы и устройства снаряда при сохранении уже имеющегося пускового устройства серийного образца, а также аналогичных принципов боевого применения и эксплуатации для простоты обучения личного состава работе с комплексом.

## Устройство
Комплекс в сборе включает в себя: 1) безоткатное орудие (гранатомёт) в качестве пускового устройства, 2) оптические прицельные приспособления для прицеливания, 3) оперённый управляемый реактивный снаряд, 4) станцию подстветки цели («иллюминатор») для наведения снаряда на цель.

### Станция подсветки
Станция подсветки целей (target illuminator) представляет собой дуговую лампу на станке-треноге. Высокая помехоустойчивость работы достигается за счёт фильтрации видимого диапазона оптического спектра и работы только в инфракрасном на дискретных частотах. Частотная модуляция осуществляется посредством механического прерывателя (mechanical chopper). Наведение луча на цель осуществляется посредством удержания оператором целика прицела по центру видимого силуэта цели.

### Снаряд
Аэродинамическая компоновка и габаритные характеристики снаряда (устроенного по бесхвостой схеме) продиктованы размерами и формой канала ствола пускового устройства и конструктивно предназначены для преодоления нагрузок, создаваемых в результате высокого продольного ускорения во время пуска. ИК ГСН и блок электроники заключены в обтекатель (hemispherical nose cone). Выпуклая форма обтекателя специально предназначена для наилучшего обзора ИК ГСН цели и наиболее эффективного поглощения приёмником отражённого от цели инфракрасного излучения. Следом за обтекателем находится центральный отсек, в котором заключена кумулятивная боевая часть, за которой находится капсулированный пороховой заряд (impulse cartridge), задний торец которого расположен идентично центру масс снаряда.

### Головка самонаведения
ИК ГСН представляет собой зеркальную оптическую систему (reflective optics), которая при идеальной или близкой к идеальной траектории полёта снаряда находится в режиме пассивного отслеживания подсвечиваемого силуэта цели и активизируется только после того как значение угла отклонения продольной оси снаряда от линии визирования цели превышает заданный параметр. Поскольку ИК ГСН находится в зафиксированном положении, значение угла атаки входит в расчёт измеряемого значения угла отклонения. Выходной сигнал с приёмника излучения фильтруется для компенсации погрешности, создаваемой вращением снаряда вокруг своей оси. Устройство ИК ГСН и применяемые при производстве материалы достаточно просты и дешевы для приборной реализации.

## Система наведения
Сущность применяемой системы наведения с коррекцией курса полёта снаряда после запуска была относительно простой для приборной реализации и заключалась в минимизации (в идеале — нуллификации) параметра отклонения траектории полёта снаряда от цели посредством применения неподвижно зафиксированной инфракрасной головки самонаведения (frame fixed infrared seeker) и импульсной системы управления полётом снаряда (impulse steering). «Полкэт» обеспечивал чрезвычайно высокую вероятность попадания в сравнении с обычными снарядами при аналогичной массе. Несмотря на то, что система наведения минимизировала параметр отклонения снаряда от цели, случайная погрешность отклонения снаряда от идеальной траектории полёта сохранялась. При этом, параметр отклонения снаряда от траектории полёта у «Полкэта» был значительно меньшим даже по сравнению с ракетами с низким начальным ускорением, не говоря уже о ракетах, разгонявшихся в канале ствола до гиперзвуковых скоростей при относительно простой, если не примитивной технологии наведения и управления снарядом в полёте. ИК ГСН непрерывно замеряет угол между продольной осью снаряда и линией визирования цели, выдавая необходимые поправки на систему управления. При этом она не дифференцирует отклонений от курса, создаваемых в результате тангажа и рыскания снаряда, а работает в дискретном режиме «истинная—необходимая» (траектория полёта). Магнитуда корректировки курса полёта капсулированным пороховым зарядом пропорциональна рассчитанному углу доворота (reference angle). Частота оборотов снаряда в полёте вокруг своей оси обеспечивает нормальную работу ИК ГСН по сопровождению цели в полёте, увеличивает точность расчёта и быстродействие звеньев в системе наведения. Интенсивность луча станции подсветки и дискретный способ работы ИК ГСН придают оружию высокую степень устойчивости к помехам в инфракрасном диапазоне. ИК ГСН корректирует курс только в том случае, если траектория полёта снаряда явно отклоняется от наблюдаемой цели. Происходит это следующим образом: если угол отклонения превышает допустимый параметр, ИК ГСН инициирует срабатывание капсулированного порохового заряда с направлением вылета реактивной струи противоположным направлению доворота. В том случае, если снаряд после вылета из ствола движется строго в направлении цели по баллистической траектории, ИК ГСН продолжает наблюдать цель, но командных импульсов не продуцирует.
Принцип работы системы наведения
| система управления огнём | система управления огнём | система управления огнём | система управления огнём | система управления огнём | система управления огнём |  |  |  |  |   |   |   |   |   |   |           |           |           |           |           |           |   |   |   |   |   |   | снаряд   | снаряд   | снаряд   | снаряд   | снаряд   | снаряд   |  |  |              |              |              |              |              |              |
| система управления огнём | система управления огнём | система управления огнём | система управления огнём | система управления огнём | система управления огнём |  |  |  |  |   |   |   |   |   |   |           |           |           |           |           |           |   |   |   |   |   |   | снаряд   | снаряд   | снаряд   | снаряд   | снаряд   | снаряд   |  |  |              |              |              |              |              |              |
|                          |                          |                          |                          |                          |                          |  |  |  |  |   |   |   |   |   |   |           |           |           |           |           |           |   |   |   |   |   |   |          |          |          |          |          |          |  |  |              |              |              |              |              |              |
|                          |                          |                          |                          |                          |                          |  |  |  |  |   |   |   |   |   |   |           |           |           |           |           |           |   |   |   |   |   |   |          |          |          |          |          |          |  |  |              |              |              |              |              |              |
|                          |                          |                          |                          |                          |                          |  |  |  |  | → | → | → | → | → | → | наведение | наведение | наведение | наведение | наведение | наведение | → | → | → | → | → | → | контроль | контроль | контроль | контроль | контроль | контроль |  |  | боевая часть | боевая часть | боевая часть | боевая часть | боевая часть | боевая часть |
|                          |                          |                          |                          |                          |                          |  |  |  |  | → | → | → | → | → | → | наведение | наведение | наведение | наведение | наведение | наведение | → | → | → | → | → | → | контроль | контроль | контроль | контроль | контроль | контроль |  |  | боевая часть | боевая часть | боевая часть | боевая часть | боевая часть | боевая часть |
| безоткатное орудие       | безоткатное орудие       | безоткатное орудие       | безоткатное орудие       | безоткатное орудие       | безоткатное орудие       |  |  |  |  |   |   |   |   |   |   | ↑         | ↑         | ↑         | ↑         | ↑         | ↑         |   |   |   |   |   |   |          |          |          |          |          |          |  |  | ↓            | ↓            | ↓            | ↓            | ↓            | ↓            |
| безоткатное орудие       | безоткатное орудие       | безоткатное орудие       | безоткатное орудие       | безоткатное орудие       | безоткатное орудие       |  |  |  |  |   |   |   |   |   |   | ↑         | ↑         | ↑         | ↑         | ↑         | ↑         |   |   |   |   |   |   |          |          |          |          |          |          |  |  | ↓            | ↓            | ↓            | ↓            | ↓            | ↓            |
| станция подсветки        | станция подсветки        | станция подсветки        | станция подсветки        | станция подсветки        | станция подсветки        |  |  |  |  |   |   |   |   |   |   |           |           |           |           |           |           |   |   |   |   |   |   | цель     | цель     | цель     | цель     | цель     | цель     |  |  |              |              |              |              |              |              |
| станция подсветки        | станция подсветки        | станция подсветки        | станция подсветки        | станция подсветки        | станция подсветки        |  |  |  |  |   |   |   |   |   |   |           |           |           |           |           |           |   |   |   |   |   |   | цель     | цель     | цель     | цель     | цель     | цель     |  |  |              |              |              |              |              |              |

Распределение обязанностей среди номеров расчёта следующая: 1) в обязанности стрелка входит точное прицеливание и выстрел, 2) от наводчика-оператора требуется непрерывное сопровождение цели лучом со станции инфракрасной подсветки в течение всего времени полёта снаряда, 3) по вылету снаряда со ствола пускового устройства, до окончания цикла стрельбы, заряжающий подаёт дежурный боеприпас.

## Тактико-технические характеристики
Пусковое устройство (пехотный вариант)
- Модель пускового устройства — M40 (модифицированное)
- Калибр ствола — 106 мм
- Длина ствола — 3404 мм (134")
- Масса без снарядов — 113,5 кг (250 ф)
- Масса вышибного порохового заряда — 4,535 кг (10 ф)
- Начальная скорость снаряда — 500 м/сек (1650')

Пусковое устройство (танковый вариант)
- Калибр ствола — 120 мм или 152 мм
- Начальная скорость снаряда — 550 м/сек (1800')

Прицельные приспособления
- Модель прицельного приспособления — M85C
- Тип прицельного приспособления — телескопический прицел с подсвечиваемой сеткой и определением угла места
- Нормальные условия видимости целей — дневной/ночной
- Кратность увеличения — постоянная, 3×
- Сектор обзора — 12°
- Модель прибора определения дальности до цели — M7 или M9A1
- Тип прибора определения дальности до цели — дальномер с вертикальной и горизонтальной шкалой дальности, совмещением контуров изображения и определением угла возвышения
- Кратность увеличения — постоянная, 14×
- База (расстояние между объективами) — 1 м
- Сектор обзора — 3°

Станция подсветки целей
- Тип подсветки — частотно-модулированная
- Тип прерывателя — механический
- Тип подсвечивающего устройства — дуговая лампа с угольными стержнями
- Тип прицельного приспособления — идентичный применяемому на пусковом устройстве
- Интенсивность излучения — 46 × 106свечей
- Ширина луча — 1 тысячная
- Диаметр луча в поперечнике — 457 мм (18")

Снаряд (пехотный вариант)
- Аэродинамическая компоновочная схема — «бесхвостка»
- Масса снаряда — 10,614 кг (23,4 ф)
- Диаметр снаряда — 105 мм
- Длина снаряда — 1118 мм (44") или 10,6 калибров
- Длина оперения — 598,5 мм (23,5") или 5,7 калибров
- Длина центральной части корпуса снаряда — 346,5 мм (13,64") или 3,3 калибров
- Длина обтекателя — 168 мм (6,6") или 1,6 калибров
- Удаление центра масс снаряда от переднего края — 442 мм (17,4") или 4,2 кал
- Момент инерции относительно поперечной оси — 165,2 кгс/см² (2350 ф/д²)
- Момент инерции относительно продольной оси — 3,02 кгс/см² (43 ф/д²)

Аэродинамические характеристики снаряда
- Скорость полёта снаряда — 240 … 550 м/сек (0,7 … 1,6 M)
- Максимальная площадь сечения в поперечнике — 86,86 см² (0,0935 ф²)
- Площадь горизонтального сечения двух стабилизаторов — 278,7 см² (0,3 ф²)

Головка самонаведения
- Тип головки самонаведения — оптическая пассивная
- Волновой диапазон — инфракрасный
- Спектральный диапазон — 1,0 … 3,0 µ
- Сектор сканируемого пространства — 10±2°
- Точность измерения угла отклонения — до 2 тысячных
- Рабочий материал приёмника излучения — сульфид свинца(II) (PbS)
- Рабочее напряжение в системе — 28 В
- Потребная мощность — 5 Вт
- Минимальное расстояние до цели для нормальной работы ИК ГСН — не более 185 м (600')

Система управления полётом
- Модель порохового заряда — M2
- Модель капсюля-детонатора — M52
- Объём камеры сгорания — 163,87 см³ (10 д³)
- Корректирующий импульс — 15,8 кг/сек (35 ф)
- Длительность — 3 мсек
- Минимальная величина корректировки — не менее 33 тысячных
- Максимальная величина корректировки — до 50 тысячных

Боевая часть
- Тип боевой части — кумулятивная с «эффектом Монро»
- Облицовочный материал кумулятивной воронки — медь
- Марка заряда ВВ — «B» или аналогичный
- Масса заряда ВВ — 1,587 кг (3,5 ф)
- Расстояние от среза воронки до точки встречи с целью — 210 мм (8,26") или 2 кал
- Тип предохранительно-исполнительного механизма — мгновенного действия, срабатывание на контакт
- Время перевода ПИМ на боевой взвод — 33 мсек
- Расстояние постановки ПИМ на боевой взвод — 15 метров (50') от точки запуска

Снаряд (танковый вариант)
- Аэродинамическая компоновочная схема — «бесхвостка»
- Исходная модель танковой пушки — XM89
- Исходная модель опытного снаряда — XM419
- Масса опытного снаряда — 8,9 кг (0,61 слага)
- Масса ГСН опытного снаряда — 4,227 кг (9,32 ф)
- Масса блока управления опытного снаряда — 2,4 кг (5,29 ф)
- Масса заряда ВВ опытного снаряда — 1,828 кг (4,03 ф)
- Масса оперения опытного снаряда — 0,322 кг (0,71 ф)
- Диаметр опытного снаряда — 120 мм
- Длина хвостовика — 876 мм (34,5")
- Длина центральной части корпуса снаряда — 228,5 мм (9")
- Длина обтекателя — 150 мм (5,9")
- Максимальная площадь сечения опытного снаряда — 113,34 см² (0,122 ф²)
- Расстояние от среза воронки до точки встречи с целью — 239 мм (9,4")
- Располагаемая поперечная перегрузка — 10 тыс. G
- Располагаемая продольная перегрузка — 855 G
- Масса проектируемого снаряда — 18 кг (1,24 слага)
- Диаметр проектируемого снаряда — 152 мм
- Максимальная площадь сечения проектируемого снаряда — 182,1 см² (0,196 ф²)

## Дальнейшее развитие задела
Продуктами работы над оптико-электронными системами наведения для мирного применения стали фотофиниш для Летних Олимпийских игр в Риме и автоматическая система учёта почтовой корреспонденции, созданная в 1961—1962 гг. для Почтового департамента США. В конце 1960-х по заказу военных структур компанией был разработан приёмник ИК-излучения, использующий эталонный генератор стабильной частоты с кварцевым резонатором для захвата и самонаведения ракеты на цель (lock onto a target).